# Neopolyptychus consimilis
Neopolyptychus consimilis är en fjärilsart som beskrevs av Rothschild och Jordan 1903. Neopolyptychus consimilis ingår i släktet Neopolyptychus och familjen svärmare. Inga underarter finns listade i Catalogue of Life.